# Фтороксивольфраматы
Фтороксивольфраматы — неорганические соединения металла вольфрама, получаются реакцией плавиковой кислоты с вольфраматами. Большинство из них при нормальных условиях представляют собой белые или бесцветные кристаллические вещества, хорошо растворяются в воде. Разъедают стекло.

## Свойства
Фтороксивольфраматы делятся на 3 группы: Me[WO2F3], где Me = ионы щелочных металлов, таллия, аммония, Me[WO2F3]2, Me = ионы цинка, кадмия, марганца и магния; Me[WO2F4] (Me = ионы калия, таллия и аммония); Me3[WO3F3], где Me = ионы аммония и щелочных металлов.
В последней группе вещества очень схожи между собой по свойствам, и образуют бесцветные кристаллы кубической сингонии, в воде разлагаются.

## Получение
- Реакция вольфраматов с плавиковой кислотой.